# Karl Schworm
Karl Schworm (* 14. April 1889 in Odernheim; † 6. Mai 1956 in Lochham bei München) war ein  deutscher Nationalsozialist, Schriftsteller und Heimatdichter. 

## Leben
Als Sohn eines Schuhmachers erlernte er zunächst das väterliche Handwerk; als er aber infolge eines Unfalls diesem Beruf nicht mehr nachgehen konnte, wurde er Buchhalter und Kaufmann und schließlich am 1. Juni 1933 Cheflektor im Eher-Verlag in München, dem Parteiverlag der NSDAP. 
Schworm war Mitglied des Deutsch-Völkischen Schutz- und Trutz-Bundes (DVSTB) und trat am 24. Oktober 1921 der NSDAP bei (erneuter Beitritt am 1. Februar 1929). Im selben Jahr gründete er in Odernheim eine Ortsgruppe der Partei. Nach einer vorübergehenden Ausweisung aus der Pfalz 1923 infolge der Ruhrbesetzung kehrte Schworm Ende 1924 mit seiner Familie nach Odernheim zurück, wo er bis 1933 Beiträge für den Völkischen Beobachter und für Zeitungen der Pfalz verfasste. Zudem war er als Genossenschaftsrechner tätig. Von September 1932 bis Mai 1934 war er Vorsitzender des Untersuchungs- und Schlichtungsausschusses (USchlA) der NSDAP im Bezirk Alsenz. Zudem gehörte er folgenden NS-Organisationen an: NS-Fliegerkorps, NS-Volkswohlfahrt, NS-Reichsbund für Leibesübungen, Reichskolonialbund, Reichsluftschutzbund und Volksbund für das Deutschtum im Ausland. Nach seinem Umzug nach München übte Schworm weiterhin seine Lektor-Tätigkeit beim Zentralverlag der NSDAP aus.
Schworm schrieb völkisch-nationale Erzählungen und Romane. Der erste Roman des seit 1916 literarisch aktiven Odernheimers kam 1922 unter dem Titel Durch Meere und Wüsten heraus. Ein Jahr darauf wurde sein zweiter Roman, Der Schmied vom Rhein, veröffentlicht, der sofort im französisch besetzten Gebiet verboten wurde. 1928 erschien dann in Buchform der Roman Es liegt eine Krone im tiefen Rhein. In diesem aggressiv antisemitischen Text „propagiert Schworm die nationalsozialistische Weltanschauung und zentrale Forderungen der Partei. Die Menschen anderer Rasse werden durchweg als kriminell und gewalttätig, ja als teuflisch dargestellt […].“ Auch der 1940 erschienene Roman Die Feuer sind entglommen… offenbart sich angesichts der NS-typischen Elemente Rassenideologie, Stilisierung der Briten zum Volksfeind, Glorifizierung des deutschen, „arischen“ Kämpfers und Führerverherrlichung als Propagandaliteratur.
Anlässlich des 50. Geburtstages von Schworm publizierte der Eher-Verlag 1939 unter dem Titel Die bunte Truhe eine Novellensammlung des Dichters, für die er 1940 neben Friedrich Rech den Kurt-Faber-Preis (2.000 RM) erhielt. Zusammen mit Hermann Gerstner veröffentlichte er 1939 Deutsche Dichter unserer Zeit.

### Entnazifizierung
Nachdem sein Vermögen und Haus von den französischen Besatzungsbehörden beschlagnahmt worden waren, zogen Schworm und seine Frau im Oktober 1945 zu der gemeinsamen Tochter nach Lochham. Seine chronische Gelenkgicht schränkte ihn zusehends ein: Ende 1945 war er fast vollständig gelähmt. Im Zuge des Entnazifizierungsverfahrens gegen ihn bestätigte er am 4. Mai 1946 im Meldebogen seine zahlreichen Mitgliedschaften in NS-Organisationen. Auf die Frage, in welche Gruppe er sich einordne, antwortete er: „In keine. Ich glaube mich zu den Deutschen zählen zu dürfen, die das Beste gewollt haben.“ Neben mehreren sog. Persilscheinen ließ Schworm der Spruchkammer auch zwei Briefe zukommen, in denen er auf seine finanzielle und gesundheitliche Lage hinweist und ausdrücklich um eine Eingruppierung bittet, die ihm weiterhin seine schriftstellerische Tätigkeit und damit „einzige, an sich nur geringe Verdienstmöglichkeit“ erlaube. Am 11. Oktober 1948 wurde Schworm schließlich in die Gruppe der Mitläufer (IV) eingestuft und mit einer Geldstrafe von 50 DM belegt. Die Urteilsbegründung bezog sich lediglich auf seine Mitgliedschaften in der NSDAP und im NSFK, nicht auf seine Lektor-Tätigkeit und Propaganda-Texte.

### Literarisches Schaffen nach 1945
Sowohl der historische Roman Horen und Dämonen als auch die Anthologie Gazvögel – lustige Geschichten aus der Pfalz, die beide zwischen 1945 und 1948 entstanden, wurden nicht veröffentlicht. In den 1950er Jahren bearbeitete Schworm mehrere Heimatromane von Hermann von Schmid. Zu dieser Zeit publizierte er auch in pfälzischen Zeitungen und Zeitschriften (z. T. auch unter dem Pseudonym Karl Disenberger). 1953 kam dann sein Roman Unter den Sternen der Heimat heraus. Angesichts eines von Schworm verfassten Gedichtes zum Geburtstag Hans Grimms hält Stefanie Bluhm bezüglich Schworms Haltung zur deutschen Vergangenheit und zum Nationalsozialismus fest: „Die Zeilen des Gedichtes für Hans Grimm deuten darauf hin, dass er [Schworm] den Ausgang des Krieges nicht akzeptierte und seine Hoffnung auf die anderen ehemaligen nationalsozialistischen Schriftsteller setzte, um den ,irregeführten Germanen‘ wieder den rechten Weg zu weisen.“
Karl Schworm starb am 6. Mai 1956 in Lochham.

## Sonstiges
In der Sowjetischen Besatzungszone wurden seine Schriften Der Schmied vom Rhein (1923), Die bunte Truhe (1939), Die Feuer sind entglommen (1940), Das Schilderhaus von Frozzelborn (1941), Es liegt eine Krone im tiefen Rhein (1943) und Land meiner Väter (1943) auf die Liste der auszusondernden Literatur gesetzt; in der Deutschen Demokratischen Republik kam noch Karl von Möller (1941) dazu.

## Werke
- Durch Meere und Wüsten, 1922
- Der Schmied vom Rhein. Roman aus Deutschlands Gegenwart und Zukunft, 1923
- Es liegt eine Krone im tiefen Rhein. Roman aus deutscher Vergangenheit und Zukunft, 1926. 26 Folgen im Völkischen Beobachter, 1928 Buchedition, die 3. Auflage 1943 führte den Untertitel Ein Buch von deutscher Sehnsucht und Erfüllung
- Der letzte Christoffelstrunk. Geschichtliche Erzählungen, 1938
- Deutsche Dichter unserer Zeit, zusammen mit Hermann Gerstner, Eher, 1939 u. ö.
- Die bunte Truhe – Deutsche Erzählungen, 1939
- Die Feuer sind entklommen ... Roman aus dem großen Kampf gegen die Zwingherren der Erde, der im Jahre 1914 begann, 1940
- Volk meiner Väter. Volks- und grenzland-deutsches Schicksal, 1940
- Fröhlicher Schmaus. Eine bunte Tafelfolge humorvoller Begebenheiten zubereitet, 1940
- Karl von Möller. Zum 65. Geburtstag des donauschwäbischen Dichters und volksdeutschen Vorkämpfers, 1941
- Das Schilderhaus von Frozzelborn. Ergötzliche Geschichten, 1941
- Die verhexte Kuhhaut. Heitere Erzählungen, 1943